# شهرستان گریوس (کنتاکی)
شهرستان گریوس، کنتاکی (به انگلیسی: Graves County, Kentucky) یک سکونتگاه مسکونی در ایالات متحده آمریکا است که در کنتاکی واقع شده‌است.